# Real de Colima
Real de Colima ist ein ehemaliger mexikanischer Fußballverein aus Colima, der Hauptstadt des gleichnamigen Bundesstaates Colima.

## Geschichte
Im Frühjahr 2005 wandelte die Grupo Pegaso das in der drittklassigen Segunda División spielende Filialteam Atlante Naucalpan des CF Atlante um in Pegaso Anáhuac. Die neu formierte Mannschaft gewann in der Clausura 2006 (Rückrunde der Saison 2005/06) die Meisterschaft der Segunda División und sicherte sich somit den Aufstieg in die zweitklassige Primera División 'A', wo sie in ihrer ersten Spielzeit 2006/07 unter der neuen Bezeichnung Pegaso Real de Colima antrat. In der Rückrunde derselben Saison (Clausura 2007) erreichte der Aufsteiger das Halbfinale der im Play-off-Verfahren ausgetragenen Meisterschaftsendrunde und unterlag nur knapp mit 0:0 und 0:1 gegen den späteren Turniersieger Dorados de Sinaloa.
Vor der kommenden Saison 2007/08 wurde die Bezeichnung „Pegaso“ abgelegt und der Verein spielte fortan als „Real de Colima“. Gleichzeitig setzte eine sportliche Talfahrt ein, die ihren Tiefpunkt mit dem letzten Gruppenplatz in der Clausura 2009 (Rückrunde der Saison 2008/09) erreichte. Es war zugleich der letzte Auftritt des Vereins in der zweiten Liga, die vor der Saison 2009/10 mit einem neuen Konzept versehen in die Liga de Ascenso umgewandelt wurde, in der Real de Colima nicht mehr vertreten war.

## Erfolge
- Meister der Segunda División: Clausura 2006

## Bekannte Spieler
- José Guadalupe Cruz (2006–2007)